# Michael Stefano
Michael Stefano (nacido Michael Vito Menta; el 29 de agosto de 1969) es un actor y director pornográfico estadounidense de origen italiano. Antes de entrar en la pornografía, Michael tuvo una gran variedad de puestos de trabajo en restaurantes y en hoteles. Mientras trabajaba como camarero en 1997, conoció a una pareja con una conexión en el porno y pudo aparecer en su primera película poco después. Él aparecería en más de 1.000 películas y por su propia estimación, realizó más de 3.000 escenas.
Una lesión obligó Stefano tomar un descanso de la realización y en el ínterin aprendido a editar. Comenzó a dirigir su carrera con Extreme Associates a mediados de la década de 1990 bajo el nombre de Luciano. En el año 2001 comenzó a dirigir para Red Light District Video. En 2003, Platinum X Pictures fue lanzado por Stefano y la Jewel De'Nyle (con quien más tarde se casaría), financiado por la Red Light. Platinum X además posee destacados directores como Manuel Ferrara, Brandon Iron y Steve Holmes produciendo un contenido muy similar al de Red Light. Alrededor del mismo tiempo Red Light comenzó a distribuir las películas de Amateur District and Candy Shop, un estudio encabezado por Stefano especializado en contenido interracial.
En 2010 Stefano anunció su retiro de la pornografía, pero en el 2011 se anunció su retorno a la pornografía a tiempo completo. En 2012, de nuevo se retiró, pero regresó en el 2013.

## Premios
- 1999 Premio XRCO – Espadachín Anónimo - como Luciano[6]
- 1999 XRCO Award – Mejor Grupo de la Escena como Luciano - Asswoman in Wonderland[6]
- 2004 Premio AVN – Macho Artista del Año[7]
- 2005 Adán Film World Guide Award - Macho Artista del Año[8]
- 2009 Premio AVN – Mejor Escena de Sexo en Trio – La Jenny Hendrix Anal Experiencia[9]
- 2010 Salón de la Fama de AVN integrante de[10]
- 2011 Premio AVN – Mejor Escena de Sexo de Grupo – Buttwoman vs Slutwoman[11]